# Beclabito
Beclabito (navajo: Bitłʼááh Bitoʼ) è un census-designated place degli Stati Uniti d'America, nella  Contea di San Juan nello stato del Nuovo Messico.
Secondo il censimento del 2000 gli abitanti erano 339. Beclabito si trova nel Nuovo Messico nei pressi del Four Corners, l'unico punto del territorio degli Stati Uniti in cui si toccano quattro stati (i restanti tre sono Arizona, Colorado e Utah).